# Eisocreochiton
Eisocreochiton es un género con tres especies de plantas fanerógamas pertenecientes a la familia Melastomataceae. 

## Taxonomía
El género fue descrito por Eduardo Quisumbing & Elmer Drew Merrill  y publicado en Philipp. J. Sci. 37: 177, en el año 1928.

## Especies
- Eisocreochiton bracteatus Quisumb. & Merr. -- Philipp. J. Sci. 37: 177. 1928 (IK)
- Eisocreochiton furfuracea Nayar -- J. Bombay Nat. Hist. Soc. lxvii. 88 (1970). (IK)
- Eisocreochiton monticola (Ridl.) Nayar -- J. Bombay Nat. Hist. Soc. lxvii. 89 (1970).